# 鈴江日進堂
鈴江日進堂株式会社（すずえにっしんどう）は、徳島県徳島市論田町に本社を置いていた医薬品・衛生材料・化粧品の卸売を中心とする日本の企業。
現在はスズケングループの一社アスティスである。医薬品の卸売手。

## 沿革
- 1718年（享保03年） - キズ薬の信玄馬上膏の秘法を甲斐国より持ち帰り阿波国板野郡川内村平石にて家伝薬として製造を開始する。
- 1890年（明治23年） - 徳島市西新町に本社移転し医薬品卸業併設。
- 1918年（大正07年） - 徳島市助任町（現渭北地区）に「鈴江日進堂工場」建設。
- 1945年（昭和20年） - 第二次世界大戦時に店舗・工場焼失。
- 1946年（昭和21年） - 営業再開。
- 1949年（昭和24年）3月 - 「株式会社鈴江日進堂」設立。
- 1957年（昭和32年） - 徳島市西新町に本社新築移転。
- 1959年（昭和34年）8月 - 「鈴江直三郎(鈴江日進堂)」「萩尾千秋(萩尾薬品)」からの提案で徳島県徳島市において中国・四国の田辺製薬系重点特約店18社により「よしこの会」が結成される。
- 1960年（昭和35年） - 「池田営業所」開設。
- 1963年（昭和38年） - 小松島市の「冨士谷薬品株式会社」の卸部門を合併。
- 1965年（昭和40年） - 「阿南営業所」開設。
- 1968年（昭和43年） - 徳島市論田町に本社新築移転し「阿南営業所」廃止。
- 1971年（昭和46年） - 「日進防疫株式会社」設立。
- 1978年（昭和53年） - 「鴨島営業所」開設。
- 1985年（昭和60年）6月 - 愛媛県新居浜市の「大新薬品株式会社」と合併し「株式会社エイワ」を設立。

## 営業所

### 徳島県
- 徳島市
- 三好郡
- 麻植郡

## 主な取引メーカー
- 田辺製薬
- 住友製薬
- 第一製薬
- ファイザー
- 東京田辺

[[[Category:スズケングループの歴史]]